# Northwest Airlink
Northwest Airlink fue el nombre comercial de la aerolínea regional de Northwest Airlines, que voló  aviones turbo hélices y reactores regionales desde centros nacionales de Northwest en Minneapolis, Detroit y Memphis. El servicio era principalmente a las pequeñas y medianas ciudades y pueblos donde un avión más grande no puede ser barato para operar y también donde los grandes mercados no pueden proporcionar la capacidad adicional o más vuelos frecuentes que podrían justificarse utilizando aviones de largo recorrido. A partir de julio de 2009, Northwest Airlink fue eliminada y sustituido por el Delta Connection, de Delta Air Lines como parte de la fusión de Delta y Northwest.

## Historia

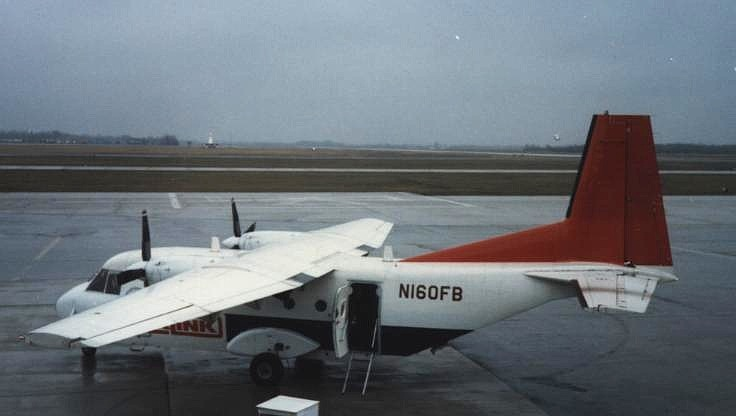
Un CASA C-212 de Northwest Airlink, el avión pronto se estrellaría en 1987 operando el vuelo 2268

Northwest Airlink se formó en diciembre de 1984 cuando Northwest Airlines tomó medidas para mejorar sus servicios nacionales al firmar un acuerdo de comercialización con Mesaba Airlines. Mesaba era la aerolínea dominante que operaba en Mineápolis/St. Paul en ese momento. Según el acuerdo, Mesaba operaría como Northwest Orient Airlink. Mesaba inicialmente operaba aviones turbohélice regionales y de cercanías. La flota de Mesaba en ese momento comprendía catorce aviones Beechcraft 99 y un Fokker F27. En 1985, Big Sky Airlines firmó el acuerdo con Northwest Airlink con aviones de 8 a 18 asientos para pasajeros, incluidos Jetstream 31 y aviones turbohélices Fairchild Metroliner. Otro operador de Northwest Airlink era Fischer Brothers Aviation que volaba turbohélices de cercanías CASA C-212, Dornier 228 y Short 360.

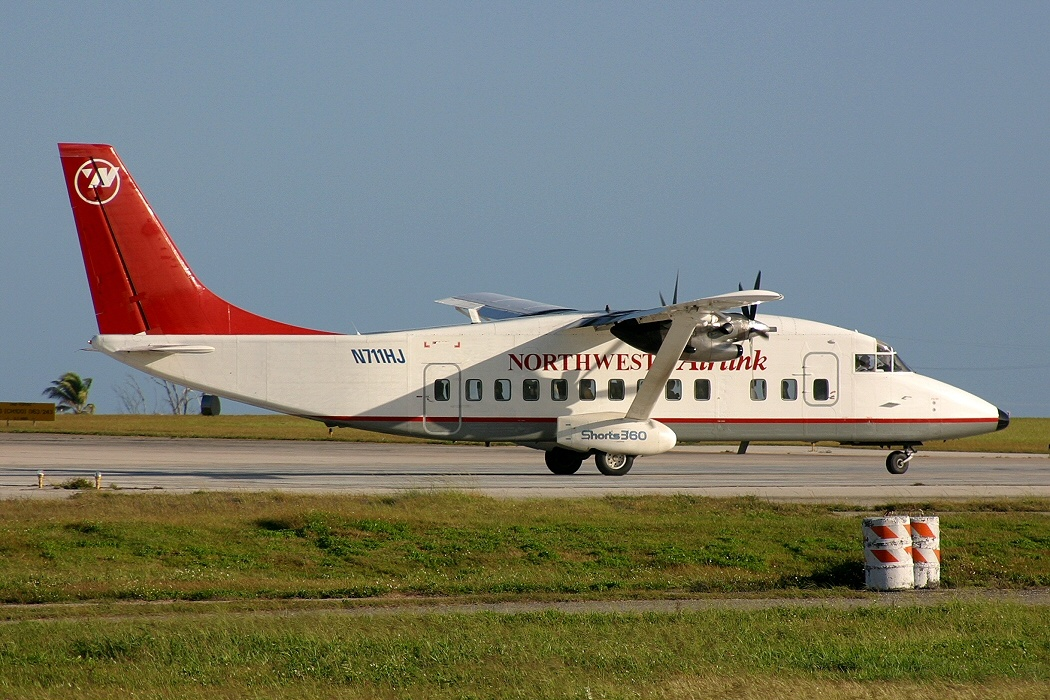
Un Short 360 de Northwest Airlink (operado por Pacific Island Aviation)

En un programa de vuelos de la Guía Oficial de Aerolíneas (OAG) de febrero de 1994 se enumeran las siguientes aerolíneas regionales y de cercanías que operan el servicio Northwest Airlink:
- Express Airlines I
- Express Airlines II
- Mesaba Airlines
- Northeast Express Regional Airlines
- Precision Airlines

En 2001, Pacific Island Aviation operaba el servicio Northwest Airlink con aviones turbohélice de cercanías Short 360 entre Guam, Saipán y Tinián.

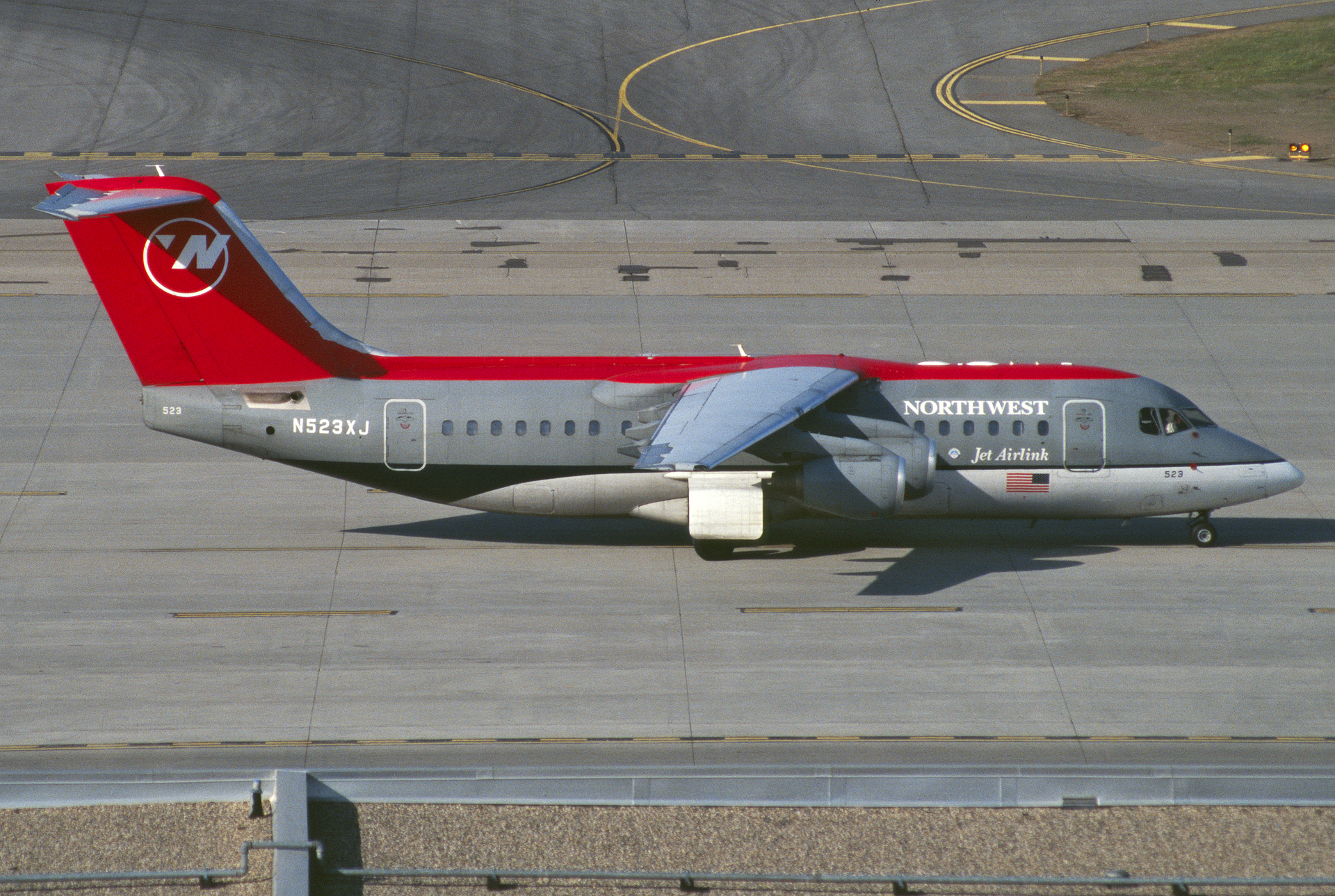
Un Avro RJ85 de Northwest Jet Airlink, el avión pronto se estrellaría en 2016 operando el vuelo 2933 de LaMia

Posteriormente se formó Northwest Jet Airlink para operar servicios con aviones Avro RJ85 operados por Mesaba Airlines. Otro operador de Northwest Jet Airlink fue Business Express Airlines, que operaba con aviones Avro RJ70.

## Operadores y flota

### Flota

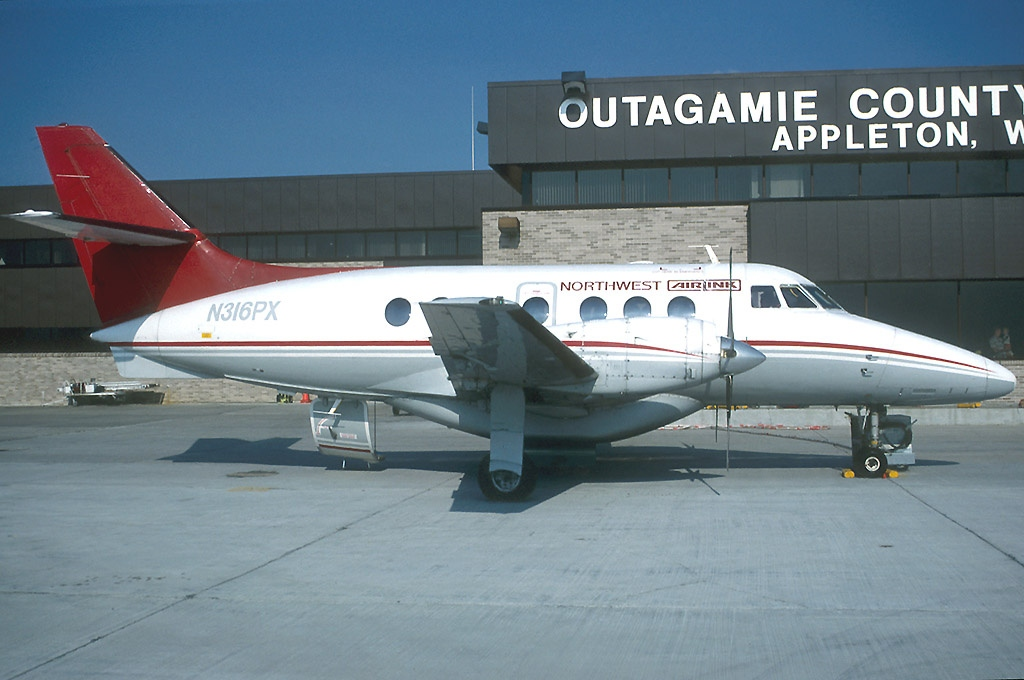
Jetstream 31 de Northwest Airlink operado por Express Airlines I (1991)

Las siguientes compañías aéreas operaban el servicio de Northwest Airlink en el momento de la fusión de Northwest Airlines con Delta Air Lines:
| Aerolínea         | IATA | ICAO | Indicativo | Aeronave          | En Flota | Imagen                                                                                              | Compañía                |
| ----------------- | ---- | ---- | ---------- | ----------------- | -------- | --------------------------------------------------------------------------------------------------- | ----------------------- |
| Compass Airlines  | CP   | CPZ  | Compass    | Embraer 175       | 32       | Northwest Airlink Embraer E175 (2008)                                                               | Northwest Airlines      |
| Mesaba Airlines   | XJ   | MES  | Mesaba     | Bombardier CRJ200 | 16       | Northwest Airlink CRJ-200 (2012)                                                                    | Northwest Airlines      |
| Mesaba Airlines   | XJ   | MES  | Mesaba     | Bombardier CRJ900 | 34       | "Mesaba 3513" arriving from MSP.                                                                    | Northwest Airlines      |
| Mesaba Airlines   | XJ   | MES  | Mesaba     | Saab 340          | 49       | Northwest Airlink Saab 340 operated by Mesaba shortly after takeoff from Minneapolis St-Paul (2007) | Northwest Airlines      |
| Pinnacle Airlines | 9E   | FLG  | Flagship   | Bombardier CRJ200 | 39       | Northwest Airlink CRJ-200 (2012)                                                                    | Pinnacle Airlines Corp. |

### Flota histórica de aviones regionales
La marca Northwest Airlink, a través de sus diversos socios de aerolíneas regionales y de cercanías, operó una variedad de aviones a reacción a lo largo de los años, incluidos los siguientes tipos:
| Aeronave  | Imagen |
| --------- | --- |
| Avro RJ70 | |
| Avro RJ85 | A beautiful RJ-85 gliding into MSP, she will be missed come october...most of Mesaba's RJ-85's will live on with Air France. 1101 |

### Flota histórica de turbohélices
La marca Northwest Airlink, a través de sus diversos socios de aerolíneas regionales y de cercanías, operó una variedad de aviones biturbohélice a lo largo de los años, incluidos los siguientes tipos:
| Aeronave              | Imagen |
| --------------------- | --- |
| ATR 42                | |
| BAe Jetstream 31      | Northwest Airlink BAe Jetstream 31 operated by Express Airlines I (1991)                                                                                         |
| Beechcraft Model 99   | |
| Bombardier Dash 8-100 | |
| CASA C-212            | CASA C-212-200 N160FB of Northwest Airlink at Flint, Michigan |
| Dornier 228           | |
| Fairchild Metroliner  | |
| Fokker F27            | This rather elderly Mesaba F-27 was scrapped shortly after I took this shot through the tinted windows of the Northwest club louonge at MSP in the early 1980's. |
| Short 360             | Northwest Airlink (operated by Pacific Island Aviation) Short 360 N711PK at Antonio B. Won Pat International Airport                                             |

## Accidentes e incidentes
- 4 de marzo de 1987:  El vuelo 2268, operado por Fischer Brothers Airlines, un CASA 212, N160FB, estaba en un vuelo regular de Mansfield a Detroit con una parada intermedia en Cleveland cuando se estrelló al aterrizar en Detroit Metropolitan Wayne County Airport. El avión giró violentamente a la izquierda a unos 70 metros por encima de la pista de aterrizaje, derrapó hacia la derecha, chocó contra un camión de restauración  y se incendió. De los 19 ocupantes a bordo (16 pasajeros y 3 tripulantes), 9 murieron. La causa del accidente se determinó que fue un error del piloto.

- 1 de diciembre de 1993: El vuelo 5719 de Northwest Airlink, siendo operado por Express Airlines II, un Jetstream 31, volaba un vuelo regular desde el Aeropuerto Internacional de Minneapolis-Saint Paul al Aeropuerto International Falls con una parada en ruta en Hibbing, cuando se estrelló al aproximarse para aterrizar en el Aeropuerto Chisholm-Hibbing. El avión descendió y golpeó las copas de los árboles y luego cayó invertido sobre su lado derecho. Los 18 ocupantes (16 pasajeros y 2 tripulantes) murieron. La causa del accidente fue la falta de coordinación de los pilotos y pérdida de la conciencia de la altitud durante una noche de aterrizaje por instrumentos.

- El vuelo 3701 de Pinnacle Airlines era un Bombardier CRJ200 con una tripulación de dos personas operando un vuelo de ferry (sin pasajeros) de Little Rock, en Minneapolis, se estrelló el 14 de octubre de 2004 en una zona residencial en Jefferson City, debido a que la tripulación de vuelo del avión había empujando los motores más allá de sus capacidades y haciendo caso omiso de las advertencias.